# Helena av Bulgarien
Helena av Bulgarien, född 1315, död 1374, var kejsarinna av Serbien 1332-1355 som gift med kejsar Stefan Uroš IV Dušan. Hon var Serbiens regent 1355-1356 som förmyndare för sin son Stefan Uroš V.